# فرانك فيلوز
فرانك فيلوز هو موظف كتابي ومحامي وسياسي أمريكي، ولد في 7 نوفمبر 1889 في Bucksport (CDP), Maine ‏ في الولايات المتحدة، وتوفي في 27 أغسطس 1951 في بانجور في الولايات المتحدة. نشط حزبياً في الحزب الجمهوري. وقد انتخب عضو مجلس النواب الأمريكي ‏.